# Hey Ram – Augenblicke der Zärtlichkeit
Hey Ram – Augenblicke der Zärtlichkeit (Hindi: हे राम, he rām) ist ein Hindi-Filmdrama von Kamal Hassan aus dem Jahr 2000.

## Handlung
Der Film beginnt mit dem 89-jährigen südindischen Brahmanen Saketh Ram, der sich an die Vergangenheit von 1946 erinnert.
Als junger Mann arbeitete Saketh Ram mit seinem Freund, dem Archäologen Amjad Ali Khan, und seinem Chef Mortimer Wheeler in Mohenjo-Daro. Seine Frau Aparna aus Kolkata lebt inmitten der Unruhen und dem Chaos während der bevorstehenden Unabhängigkeit Indiens. Saketh und seine Frau besuchen Kolkata, obwohl Ausschreitungen gemeldet sind. Saketh geht etwas essen und sieht bald eine Hindu-Frau, die von muslimischen Krawallmachern verfolgt wird. Er rettet sie, doch bald kommen die Randalierer zu seinem Haus, vergewaltigen und töten seine Frau. Saketh ist am Boden zerstört. Er tötet die Männer, die seine Frau vergewaltigt und umgebracht haben.
Er trifft Sriram Abhiyankar, der eine Gruppe von Hindu-Extremisten führt. Er heiratet wieder, doch seine große Liebe bleibt Aparna. Mit seiner neuen Frau Mythili beginnt sich sein Leben wieder zu normalisieren. Auf einer Reise trifft er Sriram Abhiyankar wieder und wird Teil einer extremistischen Gruppe. Er und andere Hindus sind wütend auf Gandhi, da dieser eine friedliche Lösung will und ihnen die Geduld fehlt. Abhiyankar hat einen Unfall und verlangt von Ram, dass er Abhiyankars Arbeit Gandhi zu töten weiterführen wird.
Saketh ist der Meinung Mahatma Gandhi sei an der Teilung Indiens schuld. Hindu-Fundamentalisten, einschließlich Ram, planen den Mord an Gandhi. Allerdings ändert Saketh nach einigen Vorfällen, die zu Amjads Tod geführt haben, seine Meinung über Gandhi. Er entscheidet sich gegen den Mord an Gandhi. Später wird Mahatma Gandhi von einem anderen Attentäter umgebracht.
Saketh lebt nach Gandhis Prinzipien. Der 89-jährige Saketh erfährt von einer Bombenexplosion in der Stadt, aufgrund von Unruhen, und wird in einen unterirdischen Schutzraum gebracht. Dort stirbt er.

## Hintergrund
Es ist eine Produktion von Raajkamal Films International im Verleih der EuroVideo. Seine Premiere war am 18. Februar 2000 gleichzeitig in Indien und den USA.

## Nominierungen und Auszeichnungen

### Filmfare Awards
Nominierungen:
- 2001 – Atul Kulkarni als Bester Nebendarsteller

### National Film Awards
Auszeichnungen (Silver Lotus Award):
- 2000 – Sarika als Beste Kostümdesignerin
- 2000 – Manthra für Beste Spezialeffekte
- 2000 – Atul Kulkarni als Bester Nebendarsteller

### Star Screen Awards
Auszeichnungen:
- 2001 – Ilaiyaraaja für die Beste Hintergrundmusik

Nominierungen:
- 2001 – Kamal Hassan als Bester Hauptdarsteller
- 2001 – Atul Kulkarni als Bester Nebendarsteller
- 2001 – Vasundhara Das als vielversprechende Newcomerin